# Diphya rugosa
Espèce
Diphya rugosa est une espèce d'araignées aranéomorphes de la famille des Tetragnathidae.

## Distribution
Cette espèce est endémique du Chili.

## Description
La femelle holotype mesure 4,5 mm.

## Publication originale
- Tullgren, 1902 : Spiders collected in the Aysen Valley by Mr P. Dusén. Bihang till Kongliga Svenska Vetenskaps-akademiens handlingar, vol. 28, no 4-1, p. 1-77 (texte intégral).